# Ataíja de Cima
Ataíja de Cima é uma aldeia portuguesa com 545 habitantes (censo de 2011), pertencente à freguesia de Aljubarrota, Município de Alcobaça, no distrito de Leiria. Pertence à antiga região da Alta Estremadura e está localizada no sopé da Serra dos Candeeiros, ao quilómetro 98 do IC2, ex-EN1 (coordenadas: GPS N 39 32.573 W 8 52.990).

## Origem do nome
O nome Ataíja parece provir do árabe Taixa, nome antigo dado pelos Mouros à atual Serra dos Candeeiros. Taixa significa “coroada”, uma vez que a disposição dos montes naquela zona da Serra se assemelha ao desenho de uma coroa. Esta terra seria assim “a coroada”, Al Taixa, palavra que terá evoluído progressiva e naturalmente ao longo do tempo, até ao atual nome de Ataíja.

## Património, tradições e costumes
A aldeia tem uma ermida originária do século XVI, que foi restaurada durante o ano de 2003. É dedicada a Nossa Senhora da Graça que, a 2 de fevereiro, ou no Domingo mais próximo, tem a festa em sua honra. Os seus momentos altos são a Missa Solene e a Procissão ao Cruzeiro da serra, situado ao cimo da Serventia. Na coluna desse cruzeiro pode ler-se a seguinte inscrição: N. S. da Graça, abençoai os Olivais, 2-2-1949. Isto porque, nessa mesma procissão, se procede à bênção dos olivais e dos demais terrenos de cultivo, até há pouco tempo, único meio de sustento das gentes desta aldeia. Ultimamente, tem-se realizado ainda, dia 2 de fevereiro à noite, uma procissão de velas, nesse que é tradicionalmente conhecido como o dia de Nossa Senhora das Candeias.
Também Santo António de Lisboa é venerado na Ataíja de Cima, tendo a sua principal festa anual no dia 15 de agosto. Os responsáveis pela realização desta festa organizam também, no Domingo Gordo, a tradicional venda de chouriças, que nos últimos anos tem ganho dinamismo de uma grande festa de Carnaval.
A Igreja de Nossa Senhora da Graça tem a Santa Missa Dominical aos sábados pelas 20.15 e, durante a semana, a possibilidade de serem celebradas missas por intenções particulares. Todas as quintas-feiras à noite há uma hora de oração, com exposição do Santíssimo Sacramento. Durante os meses de maio e outubro, reza-se diariamente a oração do Terço e, durante a Quaresma, duas ou três vezes por semana, faz-se o exercício da Via-Sacra. É também na Quaresma que, pelas ruas da aldeia, se cantam as Almas Santas.

## Recursos e profissões
A agricultura manteve-se, até praticamente meados do século XX, como a principal atividade e meio de sustento da população. Os tipos de culturas são aqueles que caraterizam a própria região no geral: a oliveira, a batata, a vinha, cereais como o trigo e o milho, assim como diversos tipos de hortas e leguminosas. 
Daqui resultam produtos agrícolas como o azeite e o vinho, que marcam pela positiva a agricultura local. Quanto ao azeite, pelo menos desde os tempos da presença dos frades cistercienses que tem sido abundantemente produzido. Prova-o a existência de um antigo lagar, agregado à Casa do Monge Lagareiro, datada da segunda metade do século XVIII e atualmente em ruínas, apesar de avaliada como Imóvel de Interesse Público. Como imagem de marca deste monumento e de ligação à Ordem, sediada em Alcobaça, salienta-se o Brasão de Cister na fachada principal da casa, localizada junto ao lugar onde antigamente existia a Lagoa Ruiva. Com efeito, esta, no final dos anos 90, foi totalmente entulhada no processo de construção de um campo de futebol e suas estruturas.
A extração de pedra ganhou, ao longo dos últimos cinquenta anos, grande incremento nomeadamente pela abertura de inúmeras pedreiras, não só na Ataíja, mas em toda a região, bastante rochosa, da Serra dos Candeeiros. O ofício de cabouqueiro, todo aquele que trabalha na pedreira colaborando na extração de pedra, foi e é aprendido e praticado por muitos homens da aldeia. Esta profissão é pois homenageada pelo Monumento ao Cabouqueiro, situado no Parque de Merendas junto ao campo de futebol e inaugurado no dia 25 de maio de 2008. É também aí, junto ao muro da quinta onde se eleva a Casa do Monge Lagareiro, que desde 2010 existe um furo de água comunitário, ladeado por antigos instrumentos de trabalho nas pedreiras da região.
Também a serração e o trabalho de transformação da própria pedra ganhou expressão na Ataíja de Cima, que conta várias empresas ligadas a este ramo, com uma notável e moderna capacidade de transformação, tendo esta vindo a melhorar tecnologicamente ao longo do tempo. Fogões de sala, bancadas, cantarias, pavimentos, campas e jazigos, assim como outras aplicações da pedra têm sido o ofício de uma grande parte dos homens, sobretudo mais jovens, desta aldeia e não só. 
A Ataíja tem inclusive um tipo específico de pedra com o seu nome. De facto, extrai-se nesta terra o vidraço ataíja, que tem algumas variantes como o ataíja creme ou o ataíja azulino. Foram com efeito estas duas variantes do vidraço ataíja que entraram na pavimentação do espaço interior da grande Basílica da Santíssima Trindade, erigida no Santuário de Fátima. Para além da aposta no mercado nacional, o produto deste trabalho tem também uma forte exportação para o estrangeiro.
Foi na década de 60 que se começou a desenvolver, na Ataíja e na região, a indústria de faianças de cerâmica. Teve um crescimento explosivo até aos anos 80, altura em que, existindo sete empresas deste ramo na freguesia de São Vicente de Aljubarrota, cinco delas se situavam na Ataíja de Cima. Dando emprego a centenas de pessoas, sobretudo jovens e até adolescentes, estas empresas mantiveram-se em atividade constante até finais dos anos 90, inícios do século XXI. Foi nesta altura que a crise económico-financeira levou ao encerramento de grande parte destas fábricas, restando atualmente na aldeia apenas duas em funcionamento.

## Cultura
A maior infraestrutura comunitária é o Salão Cultural Ataijense, edifício de dois pisos, com bar e cozinha no primeiro e uma grande sala de baile no segundo, onde habitualmente também se pratica desporto. Fundado por iniciativa do povo em 1985, tem sido alvo de frequentes intervenções e melhoramentos ao longo do tempo. Está naturalmente destinado ao convívio da população e à organização de festas e dos mais diversos tipos de eventos.
Anualmente, a comissão do Salão organiza um almoço-convívio no 3º Domingo de janeiro, para o qual são convidados todos os naturais, habitantes e amigos da terra, assim como as autoridades civis.
A festa anual desta associação tem lugar normalmente no primeiro fim-de-semana de maio. Em setembro, já é hábito a organização de um grande Festival de Sopas e em outubro, são organizadas também umas Tasquinhas, com gastronomia típica da região.
Como espaço de lazer, salienta-se ainda o Largo do Cabouqueiro, junto do Monumento ao Cabouqueiro, que apresenta um agradável Parque de Merendas, com a Serra dos Candeeiros como fundo paisagístico.
Junto a este parque fica o campo de futebol, onde antigamente existia a Lagoa Ruiva, devido à qual foi dado ao espaço o nome de Estádio da Rã. Foi alargado e restaurado nos anos 90 pela comissão do então Grupo Desportivo e Recreativo Ataijense, infelizmente extinto nos inícios dos anos 2000. O campo ficou desde aí semiabandonado, embora ainda seja usado por alguns na prática do desporto.

## Educação
A Ataíja de Cima tem, na Rua das Seixeiras, um Centro Escolar, constituído por um estabelecimento de ensino básico do 1º ciclo, um Jardim de Infância e um ATL. 
Este Centro foi construído em 2008, aproveitando as paredes da Escola Primária e do Jardim de Infância, anteriormente já existentes. Para além do ATL, foi construído um parque desportivo, oferecido pela Associação de Pais.
Funciona ainda, nos estabelecimentos do Salão Cultural Ataijense, um centro de Catequese Paroquial, do 1º ao 10º ano, ou seja, com crianças e adolescentes dos 6 aos 16 anos.